# 黄背越桔
黄背越桔（学名：Vaccinium iteophyllum）为杜鹃花科越桔属下的一个种。

## 扩展阅读
維基物種上的相關：黄背越桔